# Гомово (Московская область)
Гомово — деревня в Новопетровском сельском поселении Истринского района Московской области. Население — 0 чел. (2010).
Уединённая деревня в лесах, примерно в 31 км на запад от Истры, на впадающем слева в Разварню безымянном ручье, высота над уровнем моря 203 м. Ближайший населённый пункт — деревня Гребеньки, около 1 км на северо-запад, ближайшая железнодорожная станция — Лесодолгоруково Рижского направления Московской железной дороги — в 2,5 км.

## Население
| 2002 | 2006 | 2010 |
| ---- | ---- | ---- |
| 0    | ↗1   | ↘0   |